# Erla Ásgeirsdóttir
Erla Ásgeirsdóttir (* 27. Januar 1994 in Reykjavík) ist eine ehemalige isländische Skirennläuferin.

## Karriere
Ásgeirsdóttir nahm 2011 am Europäischen Olympischen Winter-Jugendfestival in Liberec und an den Juniorenweltmeisterschaften in Crans-Montana teil. 2013 konnte sie sich für die Weltmeisterschaft in Schladming qualifizieren und nahm wenige Wochen später auch an den Juniorenweltmeisterschaften teil. Bei den Olympischen Winterspielen 2014 belegte sie im Slalomrennen den 36. und im Riesenslalomrennen den 52. Platz. Ein Jahr später qualifizierte sich Ásgeirsdóttir für die Weltmeisterschaft 2015.